# Spottoon
Spottoon est un portail webtoon de webtoons traduits en anglais. C'est une entreprise gérée par RollingStory Inc. C'est l'un des portails de webtoons qui propose des titres sous licence en anglais aux côtés de TappyToon.

## Historique
Spottoon a été créé par RollingStory, une entreprise mondiale de services de contenus créatifs basée à Séoul, en Corée du Sud. La société a été fondée en décembre 2014, par le Hankyoreh Media Group et Toonion, un syndicat d'artistes de bandes dessinées, avec la mission initiale de créer une plateforme de service de webtoon pour un public anglophone. Avec une bibliothèque établie contenant des titres tels que Moss de l'artiste de webtoon acclamé, Yoon Tae-Ho et Amanza Drama de Bo-Tong Kim, RollingStory a adopté une mission superposée pour "émouvoir les gens avec de grandes histoires" à travers son service.
En septembre 2015, RollingStory a lancé sa principale plateforme de partage, Spottoon. Vingt séries de webtoons ont été soigneusement choisies pour faire partie de la première vague de sorties traduites en anglais. De nouveaux épisodes pour chaque série sont publiés chaque semaine et de nouvelles séries sont ajoutées en permanence.
Dès sa création et avant la sortie de Spottoon, RollingStory a annoncé un partenariat avec le Huffington Post qui permettrait la publication de plusieurs titres sur le site d'information en ligne de la société.
RollingStory et Spottoon ont également conclu un accord de représentation avec Michael Uslan, producteur de Batman, et son fils David Uslan, pour l'adaptation potentielle en live-action de plusieurs webtoons de la bibliothèque Spottoon. Il a été annoncé que Peak, un webtoon sur un groupe de jeunes hommes effectuant leur service militaire, serait le premier à être développé. Deux autres webtoons, Tribe X et The Clockworkers font également partie de l'accord.
En septembre 2015, RollingStory et Spottoon ont participé à la première exposition consacrée aux webtoons aux États-Unis. Intitulée "WEBTOON", l'exposition était organisée par le service culturel coréen de New York et retraçait l'histoire de la culture du webtoon. Des titres de la collection Spottoon ont été présentés tout au long de l'exposition et des films adaptés de webtoons, tels que Moss et Secretly, Greatly, ont été projetés dans le cadre de l'événement.
Spottoon est accessible par son site web principal et par ses applications Android et iOS.
L'accès à leurs bandes dessinées nécessite un compte après les trois premiers chapitres d'aperçu, et les chapitres les plus récents sont payants.